# Lamprosema inouei
Lamprosema inouei là một loài bướm đêm trong họ Crambidae.